# Allée du Château-Ouvrier
L'allée du Château-Ouvrier est une voie du 14e arrondissement de Paris, en France.

## Situation et accès
L'allée du Château-Ouvrier est une voie privée située dans le 14e arrondissement de Paris. Elle débute au 69, rue Raymond-Losserand et se termine place Marcel-Paul.

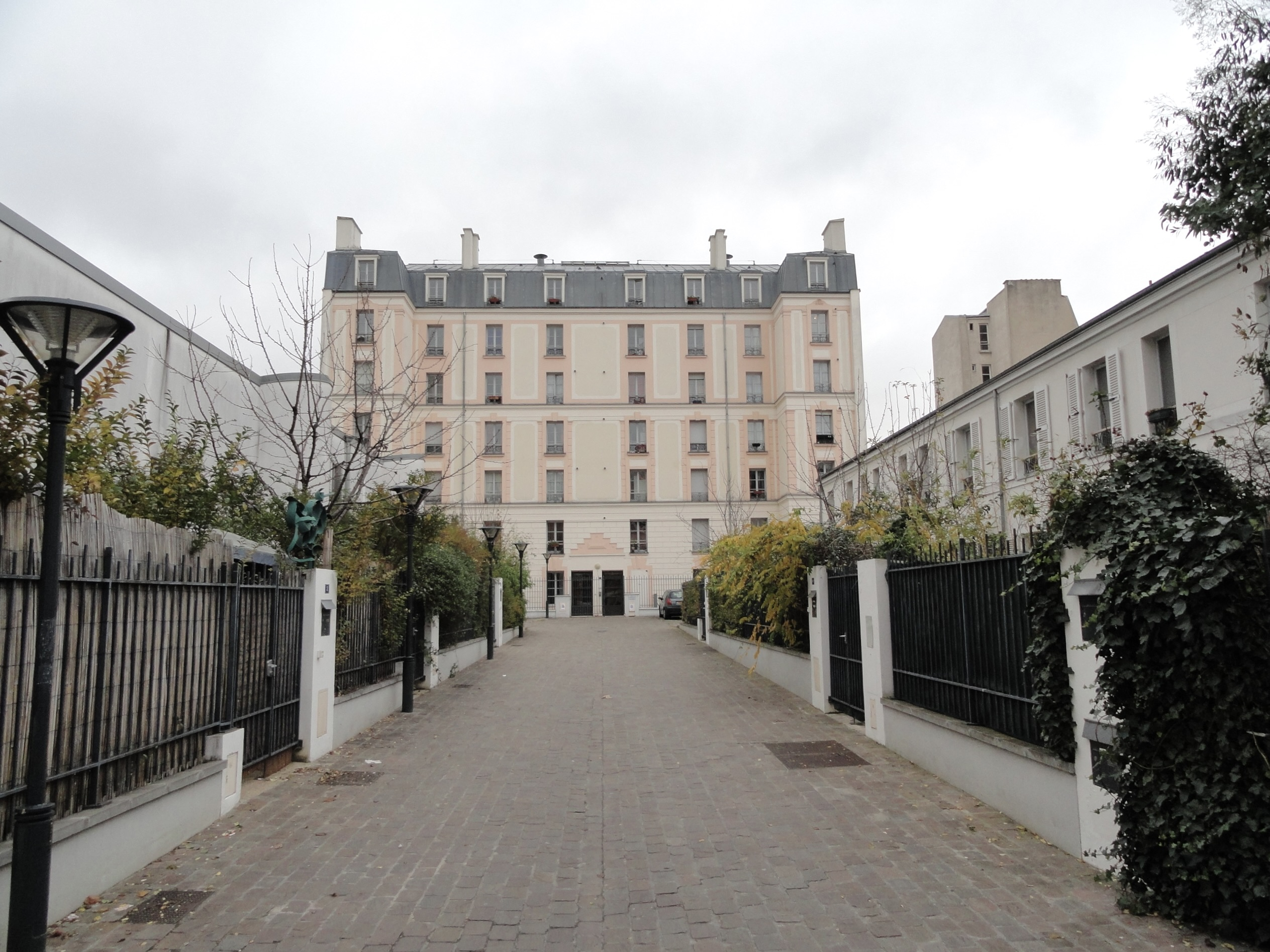
Allée en hiver.
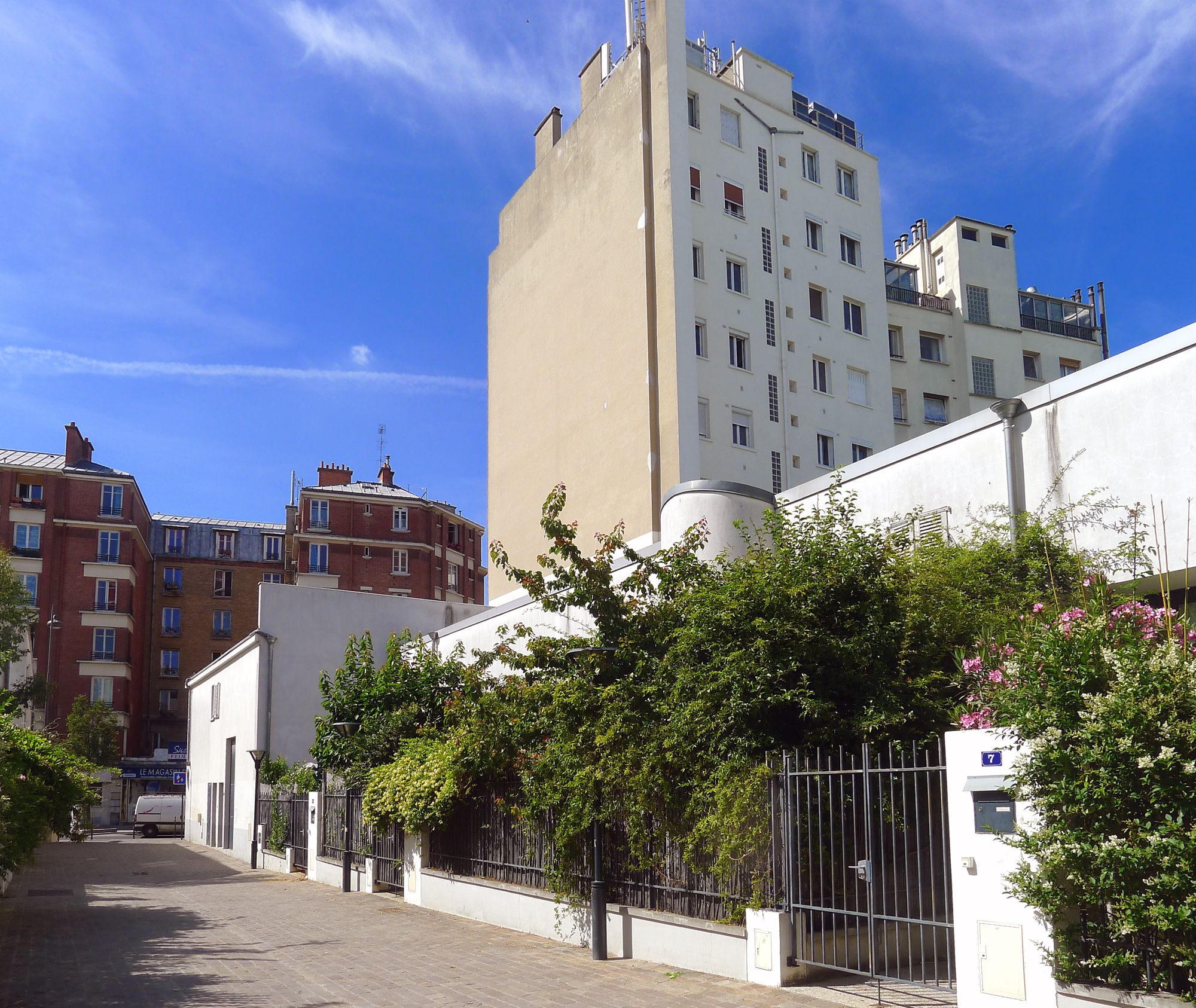
Allée vue depuis la place Marcel-Paul.
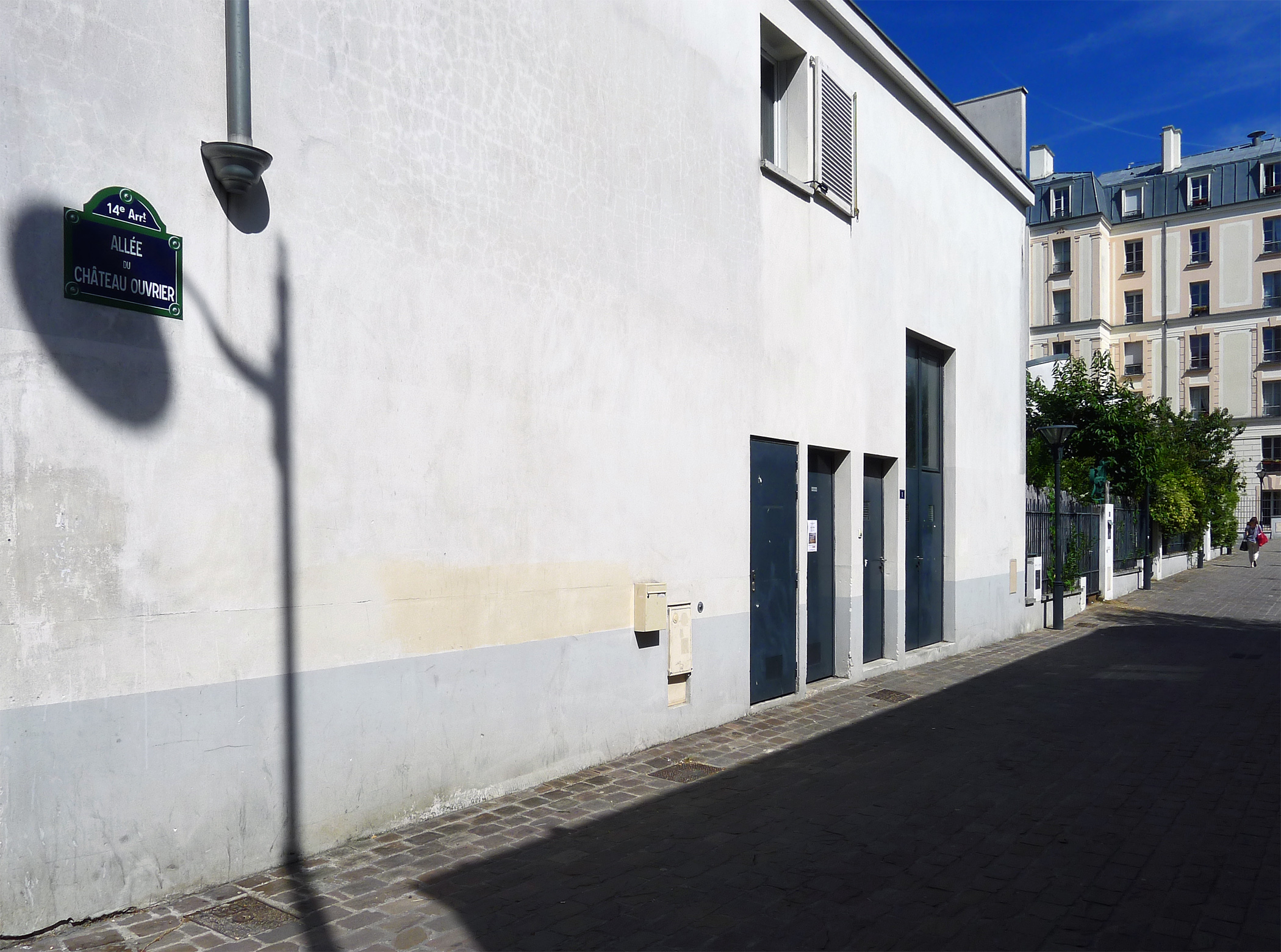
Allée vue depuis la rue Raymond-Losserand.

## Origine du nom
L'allée dessert le Château ouvrier, immeuble édifié en 1892, qui avait pour vocation d'offrir un habitat de meilleure qualité à des familles ouvrières ou de condition modeste.

## Historique
La rue est à l'emplacement d'une partie du domaine de l'ancien château du Maine loti à la fin des années 1850 par son propriétaire Victor-Louis Couesnon en association avec le promoteur Alexandre Chauvelot. 
La voie est créée dans le cadre de la zone d'aménagement concerté (ZAC) Didot sous le nom provisoire de « voie BJ/14 » et prend sa dénomination actuelle par arrêté municipal du 14 novembre 2006.